# Wilhelm von Reinländer
Wilhelm svobodný pán von Reinländer (německy Wilhelm Freiherr von Reinländer, uváděn též jako Rheinländer) (28. června 1829 Pouzdřany – 28. ledna 1910 Portorož) byl rakousko-uherský generál. V armádě sloužil jako dobrovolník od roku 1845 a zúčastnil se válečných konfliktů druhé poloviny 19. století. Mezitím působil jako štábní důstojník a uplatnil se také ve vojenském školství, mimo jiné byl několik let vojenským instruktorem korunního prince Rudolfa. Vyznamenal se během okupace Bosny a Hercegoviny (1878), poté byl velitelem armádních sborů v Brně, Přemyšlu a Štýrském Hradci. V roce 1882 byl povýšen na barona a v armádě dosáhl hodnosti polního zbrojmistra (1889). Nakonec byl v letech 1897–1905 generálním inspektorem c. k. armády.

## Životopis
Po absolvování základního vzdělání vstoupil v roce 1845 jako dobrovolník do armády a v roce 1848 byl již poručíkem. V revolučních letech 1848–1849 se zúčastnil bojů v Uhrách, poté působil u generálního štábu ve Vídni a u zemského velitelství v Záhřebu. V roce 1859 se zúčastnil války se Sardinií a v letech 1861–1870 působil jako pedagog na C. k. válečné škole (K.u.k. Kriegsschule) ve Vídni. V roce 1864 byl povýšen na majora a v roce 1866 dočasně opustil válečnou školu, aby se zúčastnil prusko-rakouské války. V roce 1869 byl povýšen na plukovníka a od roku 1870 byl náčelníkem štábu zemského velitelství pro Uherské království v Budapešti.

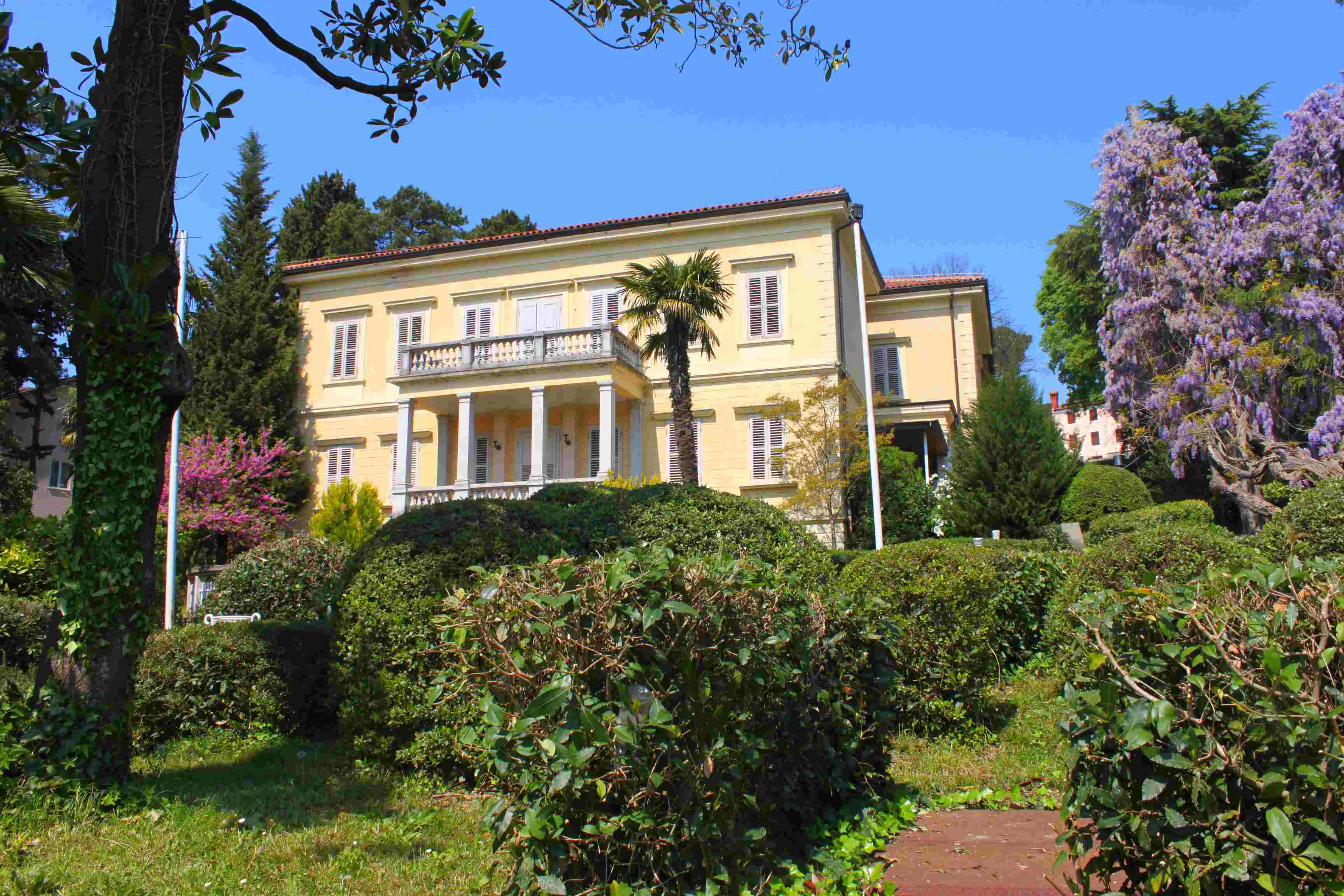
Villa Maria, sídlo generála Reinländera v Portoroži (Slovinsko)

V letech 1874–1876 se podílel na vojenském vzdělání korunního prince Rudolfa, kterého vyučoval taktiku a strategii. V roce 1876 dosáhl hodnosti generálmajora a převzal velení 28. pěší brigády. Poté se v čele 14. divize pěchoty zúčastnil okupace Bosny a Hercegoviny. Proslavil se především v září 1878, kdy po několikadenním obléhání dobyl pevnost Bihać. K datu 1. května 1880 byl povýšen do hodnosti polního podmaršála a v roce 1882 získal titul barona (svobodný pán). Od roku 1885 byl majitelem pěšího pluku č. 24 a v letech 1886–1889 byl velitelem 10. armádního sboru v Brně, tj. zemským velitelem pro Moravu a Slezsko. V roce 1886 zároveň získal titul c. k. tajného rady. V roce 1889 byl povýšen do hodnosti polního zbrojmistra a s 10. armádním sborem byl přeložen do Přemyšlu, kde zůstal velitelem do roku 1891. V letech 1891–1897 byl nakonec velitelem 3. armádního sboru ve Štýrském Hradci.
V roce 1897 byl jmenován jedním ze tří generálních inspektorů rakousko-uherské armády (spolu s ním tuto funkci zastávali generálové Schönfeld a Windischgrätz). Na přelomu 19. a 20. století patřil k významným osobnostem rakousko-uherské armády, než došlo ke generační obměně a především nástupu následníka trůnu Františka Ferdinanda do vrchního velení. Po úmrtí Schönfelda (1898) a Windischgätze (1904) byl nakonec v letech 1904-1905 prvním generálním inspektorem a k datu 1. července 1905 byl penzionován. Mimo aktivní službu nakonec ještě v roce 1908 dosáhl hodnosti generála pěchoty.
Během své kariéry obdržel řadu ocenění, již v roce 1849 získal Řád železné koruny III. třídy s válečnou dekorací, v roce 1878 se stal nositelem II. třídy téhož řádu, v roce 1889 obdržel I. třídu Řádu železné koruny. V roce 1877 obdržel rytířský kříž Leopoldova řádu a v roce 1893 se stal nositelem velkokříže téhož řádu. Dále byl nositelem Vojenské záslužné medaile a v roce 1898 získal Vojenský záslužný kříž v briliantech. Několik ocenění získal také od zahraničních panovníků spojeneckých mocností, byl nositelem pruského Řádu červené orlice a tureckého Řádu Medžidie IV. třídy Uplatnil se také jako spisovatel a v sedmdesátých letech 19. století publikoval několik prací z oboru vojenské teorie (Vorträge über die Taktik (dva díly), Vídeň, 1871–1872)
Jako své venkovské sídlo si nechal koncem 19. století postavit vilu (Villa Maria) v přímořském letovisku Portorož (dnes Slovinsko).. Zde také zemřel 28. ledna 1910 ve věku 80 let.